# Henrik Nilsson (kanovaarder)
Hans Henrik Nilsson (Nyköping, 15 februari 1976) is een Zweeds kanovaarder.
Nilsson won samen met Markus Oscarsson twee olympische medailles, in 2000 de zilveren medaille in de K-2 1000 meter en vier jaar later de gouden medaille.

## Belangrijkste resultaten

### Olympische Zomerspelen
| Editie | Plaats  | Resultaten             |
| ------ | ------- | ---------------------- |
| 1996   | Atlanta | 6e K-4 1000 m          |
| 2000   | Sydney  | K-2 1000 m 9e K-2 500m |
| 2004   | Athene  | K-2 1000 m HF K-2 500m |
| 2012   | Londen  | 5e K-2 1000 m          |

### Wereldkampioenschappen vlakwater
| Jaar | Plaats      | Resultaten            |
| ---- | ----------- | --------------------- |
| 1997 | Dartmouth   | K-2 200 m · K-4 500 m |
| 2001 | Poznań      | K-2 500 m             |
| 2002 | Sevilla     | K-2 1000 m            |
| 2003 | Gainesville | K-2 1000 m            |
| 2011 | Szeged      | K-2 1000 m            |

1936: Alfons Dorfner & Adolf Kainz ·
1948: Hans Berglund & Lennart Klingström ·
1952: Yrjö Hietanen & Kurt Wires ·
1956: Meinrad Miltenberger & Michel Scheuer ·
1960: Gert Fredriksson & Sven-Olov Sjödelius ·
1964: Sven-Olov Sjödelius & Gunnar Utterberg ·
1968: Vladimir Morozov & Aleksandr Sjaparenko ·
1972: Nikolai Gorbatsjov & Viktor Kratasjoek ·
1976: Sergej Nagorny & Vladimir Romanovski ·
1980: Vladimir Parfenovitsj & Sergej Tsjoechrai ·
1984: Hugh Fisher & Alwyn Morris ·
1988: Greg Barton & Norman Bellingham ·
1992: Kay Bluhm & Torsten Gutsche ·
1996: Antonio Rossi & Daniele Scarpa ·
2000: Beniamino Bonomi & Antonio Rossi ·
2004: Henrik Nilsson & Markus Oscarsson ·
2008: Martin Hollstein & Andreas Ihle ·
2012: Rudolf Dombi & Roland Kökény ·
2016: Marcus Groß & Max Rendschmidt ·
2020: Thomas Green & Jean van der Westhuyzen